# Heinrich Sandstede
Johann Heinrich Sandstede (ur. 20 marca 1859 w Bad Zwischenahn, zm. 28 lutego 1951 w Bad Zwischenahn) – niemiecki lichenolog.

## Życiorys i praca naukowa
Sandstede był najstarszym synem piekarza. Uczęszczał do szkoły podstawowej w Bad Zwischenahn. Pod kierownictwem ojca ukończył staż jako piekarz i przejął działalność ojca. Prowadził ją do 1912 r. W 1885 r. ożenił się z Helene Sophie zu Klampen.
Sandstede od dziecka interesował się botaniką i samodzielnie zdobył podstawową wiedzę w tym zakresie. W 1879 roku poznał dyrektora szkoły Varel i botanika Friedricha Müllera. Müller badał przyrodę wrzosowiska Oldenburga i zachęcił Sandsteda do zainteresowania się porostami. Następnie Müller i Sandstede wspólnie badali florę porostów Ammerlandu, a w kolejnych latach również Helgolandu, wyspy północnej i wschodniej Fryzji oraz Rugię.
W 1889 roku Sandstede opublikował swoją pierwszą pracę na temat flory porostowej nizin północno-zachodnich Niemiec, a potem następne publikacje. Prawie wszystkie zostały opublikowane w serii wydawniczej Bremen Science Association. Od 1912 roku Sandstede specjalizował się w szeroko rozpowszechnionym rodzaju porostów chrobotek (Cladonia) i stworzył szereg zielników, w których zebrał prawie 2000 gatunków i form porostów.
W marcu 1930 r. Wydział Nauki Uniwersytetu w Münster przyznał mu doktorat honoris causa. W 1939 r. został wybrany członkiem Leopoldiny. Sandstede został również uznany na całym świecie jako specjalista i najważniejszy badacz Cladonia w Niemczech. Został wybrany do licznych stowarzyszeń naukowych.
W naukowych nazwach opisanych przez niego taksonów dodawany jest skrót jego nazwiska Sandst.